# Arvika kommunvapen

Det blå fältet i Arvika vapen är bestrött med kugghjul, vilket betyder att många små kugghjul finns över hela sköldytan runt om hästen.

Arvika kommunvapen fastställdes för Arvika stad 1918. Enligt den dåvarande riksheraldikern Adam Lewenhaupt syftar vapnet på hästhandel och industri, men bakgrunden kan vara mer spännande än så. Vapnet övertogs av den 1971 nybildade Arvika kommun 1974.

## Blasonering
Blasonering: En häst av silver på blått fält, bestrött med kugghjul av samma metall.

## Bakgrund
Enligt en lokal tradition användes hästen för första gången som symbol vid en utställning i Arvika 1911, samma år som den tidigare köpingen blev stad. Hästen skall ha skapats av den lokala bildhuggaren Christian Eriksson, dels för att Arvika var känt som en "hästskojarstad", dels dessutom förmodligen inspirerat av värmländska sägner om Näcken i skepnad av en vit häst, ett motiv som också har tagits upp av den vid denna tid verksamma författaren Selma Lagerlöf från Värmlamd. Silverhästen på blått fält kompletterades sedan med kugghjul när vapnet skulle fastställas av Kungl. Maj:t (regeringen), och då lät man sig inspireras av den bild av en stegrande häst som fanns på den minnespenning som hade givits ut avseende 1911 års utställning.
Vapnet fastställdes av Kungl. Maj:t för Arvika kommun den 31 december 1918. När den moderna kommunen med samma namn bildades genom sammanläggning av staden med ett antal kringliggande kommuner, valde man att inte bara stadens namn utan även dess vapen skulle stå även för den nya kommunen, och registrerade således detta vapen i oförändrat skick hos Patent- och registreringsverket 1974, enligt de nya regler för skydd av kommunvapen som då hade börjat gälla.

## Vapen för tidigare kommuner inom den nuvarande kommunen
Övriga fem kommuner, Brunskog, Glava, Gunnarskog, Stavnäs och Älgå, som (bortsett från delar av Brunskogs och Stavnäs kommuner: socknarna Boda respektive Värmskog) tillsammans med staden bildade Arvika kommun 1971, hade samtliga vapen, skapade på 1950-talet. Man bestämde dock att den nya kommunen skulle anta stadens vapen och detta registrerades hos PRV 1974.

### Brunskog
Brunskogs landskommun bildades vid kommunreformen 1952 och fick sitt vapen fastställt av Kungl. Maj:t den 31 maj 1957, med följande blasonering: "I blått fält tre grankvistar av silver, ordnade två och en." Vapnet skulle syfta både på skogsbruk och på ortnamnets efterled -skog. Utöver att tretalet är vanligt i heraldiken, står de tre grankvistarna i detta vapen för de tre kommuner som lades samman 1952 för att bilda storkommunen Brunskogs landskommun, nämligen Boda, Brunskog och Mangskog. När landskommunen upphörde vid årsskiftet 1970/71 överfördes Boda till Kils kommun och representeras därför numera av dess kommunvapen medan övriga delar kom att ingå i Arvika kommun.

### Glava
Glava landskommun bildades 1863 och fick sitt vapen nära hundra år senare. Den 30 juni 1960 fastställde Kungl. Maj:t kommunens vapen med följande blasonering: "I sköld kluven av silver och svart, två mot varandra vända skifferhackor av motsatta tinkturer." Vapnet skall symbolisera fyndigheter av glimmerskiffer och brytningen av densamma.

### Gunnarskog
Gunnarskogs landskommuns vapen fastställdes av Kungl. Maj:t den 19 mars 1954. Blasoneringen lyder: "I fält av silver en gående, rödtungad, svart järv, åtföljd av tio gröna grankvistar, varav fem ovan och fem nedan, i båda fallen ordnade tre och två." I en vapenbok från 1562 förekommer en järv som bild i Värmlands landskapsvapen. Denna järv ersattes något senare med den nuvarande örnen. I Gunnarskogs vapen tog man återigen upp järven och lät den åtföljas av grankvistar som dels skulle skilja kommunvapnet från det tidigare landskapsvapnet och dels illustrerar ortnamnets efterled -skog.

### Stavnäs
Stavnäs landskommun bildades vid kommunreformen 1952 av de dittillsvarande landskommunerna Högerud, Stavnäs och Värmskog. Dess vapen fastställdes av Kungl. Maj:t den 8 maj 1959 enligt följande: "I fält av silver två korslagda, med blå doppskor försedda, röda pilgrimsstavar, åtföljda i övre vinkeln av ett blått kryckkors och i nedre vinkeln av ett blått ankare." Under medeltiden gick en pilgrimsväg genom Värmland till Nidaros domkyrka, enligt sägnen skall pilgrimerna då ha rastat och lagt ner sina pilgrimsstavar på den plats där Stavnäs kyrka nu ligger. Kryckkors fanns med i vapnet för Värmskogs landskommun, när Stavnäs sedan upphörde vid årsskiftet 1970/1971 överfördes Värmskog till nuvarande Grums kommun och representeras således numera av Grums kommunvapen (läs mer om Värmskogs vapen i den artikeln), medan resterande delar av Stavnäs kom att ingå i Arvika kommun. Ankaret hämtades från ett sigill för Högeruds socken; varken Högerud eller det tidigare Stavnäs hade kommunvapen före 1952.

### Älgå
Den 1952 bildade Älgå landskommun fick den 27 september 1957 sitt vapen fastställt av Kungl. Maj:t: "I fält av silver två stolpvis ställda svarta strängar, inneslutande fyra stolpvis ordnade svarta hästskor". Vapnet skall i stiliserad form erinra om den hästdrivna järnbanan som gick mellan Sulviken och Ränken.

Brunskogs landskommun (1957-1970)
Glava landskommun (1960-1970)
Gunnarskogs landskommun (1954-1970)
Stavnäs landskommun (1959-1970)
Älgå landskommun (1957-1970)